# 軍士長
軍士長（英語：Sergeant Major），又稱士官长，是軍階之一。在一般國家的軍隊體制裡，軍人分為軍官、士官及士兵三大系統，各有其任務執掌，士官又可區分為軍士長及士官。

## 中華民國
在中華民國的相关軍階制度中，過去施行准尉時期曾使用“軍士長”之稱，現稱“士官长”。士官长分為三階，由低至高為：三等士官长、二等士官长、一等士官长，簡稱為「一等長」、「二等長」及「三等長」。2001年行政院曾通過《陸海空軍軍官士官任官條例》修正草案，擬增設「特等士官长」一階，係授予取得博士學位之士官長，但並未修法實施。
今日中華民國國軍一般多由士官长擔任副排長、高階武器裝備操作、維修人員或其他幕僚業務。
「士官督導長」自連級單位開始設置，是每個編制單位內士官的最高職務，協助主官綜理單位所屬士官及士兵，簡稱「士督長」或「督導長」，並冠以該單位的編制層級；連級單位若人力不足，可由資深上士派代士官督導長職務。其中在司令部層級曾稱為「總士官长」，2013年該職稱亦修定為「士官督導長」。
2017年國防部正式編設「總士官长」職務，是全軍職務最高的士官，負責總理、協調三軍士官及士兵事務，直接聽命於參謀總長。
- 中華民國陸軍

| 三等士官长 | 二等士官长 | 一等士官长 |

- 中華民國海軍

| 三等士官长 | 二等士官长 | 一等士官长 |

- 中華民國海軍陸戰隊

| 三等士官长 | 二等士官长 | 一等士官长 |

- 中華民國空軍

| 三等士官长 | 二等士官长 | 一等士官长 |

- 中華民國海巡署

| 委任四職等、警佐二階、士官长 |

## 中华人民共和国
中国人民解放军最新的军士制度始于2022年。其中，高级军士包括一级军士长、二级军士长、三级军士长；中级士官包括一级上士、二级上士；初级士官包括中士、下士。
- 中国人民解放军陆军、火箭军、战略支援部队

| 三级军士长 | 二级军士长 | 一级军士长 |

- 中国人民解放军海军

| 三级军士长 | 二级军士长 | 一级军士长 |

- 中国人民解放军空军

| 三级军士长 | 二级军士长 | 一级军士长 |

- 中国人民武装警察部队

| 三级警士长 | 二级警士长 | 一级警士长 |

## 朝鲜半岛
朝鲜人民军和大韩民国国军中相当于军士长的级别分为两级，其中二级军士长的对应汉字为“上士（상사 Sangsa）”，而一级军士长的对应汉字则分别为“特务上士（특무상사 T'ŭkmu-sangsa）”和“元士（원사 Wonsa）”。

朝鲜人民军陆军特务上士肩章
韩国陆军元士肩章
朝鲜人民军陆军上士肩章
韩国陆军上士肩章

## 流行文化
主要角色為士官長的電影：
- 《狙擊生死線》（Shooter）
- 《魔鬼士官長》（Heartbreak Ridge）
- 《鐵血軍營》（The Big Red One）
- 《紅色警戒》（The Thin Red Line）
- 《魔鬼戰將》（Under Siege）
- 《亡國神盾艦》（亡国のイージス）
- 《怒海潛將》（Men of Honor）
- 《洛杉矶之战》（Battle of Los Angeles）

電視劇：
- 《新兵日記》
- 《新兵日記之特戰英雄》
- 《士兵突击》

遊戲：
- 《最後一戰系列》（Halo franchise）